# Angolsko-urugvajski odnosi
|         |        |
| Urugvaj | Angola |

Angolsko-urugvajski odnosi odnose se na bilateralne odnose između Angole i Urugvaja. Angola nema veleposlanstvo u Urugvaju, ali odnose s Urugvajem održava preko veleposlanstva u Braziliji. Urugvaj ima veleposlanstvo u angolskom glavnom gradu Luandi.
Obje su zemlje u listopadu 2003. godine potpisale tehnički, znanstveni i kulturni bilatelarni dogovor, kojeg su nazvali Angolsko-urugvajski dogovor. Tijekom 2000-ih trgovački odnosi između zemalja bili su u blagom, ali sigurnom porastu, pri kojem je Urugvaj povećao uvoz petroleja iz Angole, a povećao izvoz riže, krumpira, ribe i govedine u Angolu.
Obje države su članice skupine G77, slabog saveza zemalja u razvoju.